# Sheep Island (Massachusetts)
Sheep Island (auch Round Island) ist eine Insel im Boston Harbor. Sie liegt in der Hingham Bay 9,3 mi (15 km) vom Bostoner Stadtzentrum entfernt auf dem Gebiet des Bundesstaats Massachusetts der Vereinigten Staaten. Sheep Island verfügt über eine Fläche von ca. 3 Acres (1,2 ha). Die Insel gehört zu Weymouth und ist Teil der Boston Harbor Islands National Recreation Area.

## Geschichte
Im 17. Jahrhundert bedeckte die Insel noch eine Fläche von mehr als 25 Acres (10,1 ha) und war unter dem Namen Round Island bekannt. 1636 wurde sie an die Stadt Weymouth übertragen, die dort Schafe grasen ließ; so entstand der heutige Name der Insel. Erosion führte im Laufe der Jahrhunderte dazu, dass Sheep Island heute nur noch wenig mehr als einen Hektar groß ist.